# Doe het licht maar uit
Doe het licht maar uit is de vijfde single van de Vlaamse popgroep Mama's Jasje. De single werd in 1992 op een 7"-grammofoonplaat uitgebracht.
In 2020 werd het lied gecoverd door André Hazes jr. in het programma Liefde voor muziek.

## Tracklist
- 'Doe het licht maar uit'
- 'Ik kan het niet meer aan'